# Agrilus celti
Agrilus celti är en skalbaggsart som beskrevs av Knull 1920. Agrilus celti ingår i släktet Agrilus och familjen praktbaggar. Inga underarter finns listade i Catalogue of Life.